# Rudolf Fizir
Rudolf Fizir, hrvaški letalski konstruktor, * 13. januar 1891, Ludbreg, † 11. november 1960, Zagreb
Velja za enega pionirjev letalstva na Hrvaškem, znan je bil predvsem po šolskih vojaških letalih.

## Življenje in delo
Šolal se je v obrtni šoli v Zagrebu in tehniški šoli na Dunaju, nato pa leta 1915 diplomiral na Inženirski akademiji v nemškem Wismarju. V Nemčiji se je poročil z Elly Kuhn in delal kot letalski inženir, do konca prve svetovne vojne, ko je bila nemška letalska industrija prepovedana. Nato je delal v avtomobilski tovarni Steyer, kjer je pridobil izkušnje z motorji z notranjim zgorevanjem, po dveh letih pa se je z družino vrnil v domovino. Kmalu so se preselili v Novi Sad, kjer bil letalski center Kraljevine SHS, saj je imel le tam priložnost opravljati svoj poklic.
Delal je na predelavi nemških vojaških letal proizvajalca Hansa-Brandenburg v trenažne različice, v prostem času pa je razvijal nova letala v domači delavnici: najprej v sodelovanju z Josipom Miklom jadralno letalo, leta 1925 pa je sledil prvi motorni dvokrilnik serije Fizir. V tej seriji je leta 1929 nastal tudi izjemno uspešni Fizir FN, ki ga je v 1930. letih Jugoslovansko kraljevo vojno letalstvo prevzelo za osnovno šolsko letalo, izdelanih pa je bilo več kot 200 primerkov. Poleg tega je sodeloval pri vzpostavljanju tehničnih delavnic vojnega letalstva po vsej državi.
V letih pred drugo svetovno vojno je deloval kot tehnični vodja tovarne Ikarus iz Zemuna, med vojno pa v tehničnem oddelku vojnega letalstva Neodvisne države Hrvaške. Hkrati je predaval letalsko konstrukcijo na Tehniški fakulteti v Zagrebu in ustanovil hrvaški Zavod za letalstvo. Po vojni ga je nova oblast kratek čas zaprla, nakar se je zaposlil najprej na Ministrstvu za industrijo in rudarstvo NR Hrvaške ter nato v Industrijskem projektnem zavodu (IPZ), kjer je izdelal prototip motocikla. Zadnji dve leti pred upokojitvijo leta 1952 je delal v tovarni motociklov v Zagrebu,  tudi po njej pa je sodeloval z Letalsko zvezo Hrvaške, kjer je vodil projekt izdelave dveh različic svojega Fizir FN.

## Priznanja
Mesec pred smrtjo mu je Mednarodna letalska zveza (FAI) podelila diplomo »Paul Tissandier« za dosežke pri razvoju letalstva.
Po njem so kasneje poimenovali hrvaški letalski pokal Fizir, ki poteka od leta 1965. V rodnem Ludbregu in Zagrebu so po njem poimenovali ulici.